# Saison 2 de Sex Education
Chronologie
Saison 1 Saison 3
La deuxième saison de Sex Education, série télévisée britannique créée par Laurie Nunn, est constituée de huit épisodes, mis en ligne à partir du 17 janvier 2020 ssexur Netflix.

## Distribution

### Acteurs principaux
- Asa Butterfield (VF : Adrien Larmande) : Otis Milburn
- Gillian Anderson (VF : Danièle Douet) : Jean Milburn, mère d'Otis, sexologue
- Ncuti Gatwa (VF : Jonathan Gimbord) : Eric Effiong, le meilleur ami d'Otis
- Emma Mackey (VF : Pamela Ravassard) : Maeve Wiley
- Connor Swindells (VF : Martin Faliu) : Adam Groff
- Kedar Williams-Stirling (VF : Hervé Grull) : Jackson Marchetti
- Alistair Petrie (VF : Bernard Bollet) : le proviseur Michael Groff
- Mimi Keene (VF : Valérie Bescht) : Ruby Matthews
- Aimee Lou Wood (VF : Audrey Sablé) : Aimee Gibbs
- Chaneil Kular (VF : Cédric Lemaire) : Anwar
- Simone Ashley (VF : Marion Gress) : Olivia Hanan
- Tanya Reynolds (VF : Diane Kristanek) : Lily Iglehart
- Patricia Allison (VF : Clara Soares) : Ola Nyman
- Mikael Persbrandt (VF : Patrick Laplace) : Jakob Nyman
- Sami Outalbali (VF : lui-même) : Rahim
- Chinenye Ezeudu : Vivienne « Viv » Odesanya
- Anne-Marie Duff (VF : Sybille Tureau) : Erin, la mère de Maeve et Sean

### Acteurs récurrents
- Jim Howick (VF : Christophe Lemoine) : Colin Hendricks, le professeur de sciences naturelles
- Rakhee Thakrar (VF : Marie Giraudon) : Emily Sands, la professeure de littérature
- James Purefoy (VF : Vincent Ropion) : Remi Milburn, père d'Otis et ex-mari de Jean
- Samantha Spiro (VF : Dominique Lelong) : Maureen Groff
- Hannah Waddingham (VF : Delphine Saley) : Sofia Marchetti
- Sharon Duncan-Brewster (VF : Chantal Baroin) : Roz Marchetti
- DeObia Oparei (VF : Alain Berguig) : M. Effiong
- Doreene Blackstock : Mme Effiong
- Lisa Palfrey (en) (VF : Marie-Christine Robert) : Cynthia
- Joe Wilkinson (VF : Jérôme Wiggins) : Jeffrey
- Chris Jenks (VF : Garlan Le Martelot) : Steve Morley
- Jojo Macari (VF : Joshua Bloch) : Kyle
- Georges Robinson (VF : Gabriel Bismuth-Bienaimé) : Isaac
- George Somner : Joe
- Lino Facioli : Dex Thompson
- George Georgiou : Yousef, oncle de Rahim et responsable du Market
- Mirren Mack (VF : Adeline Chetail) : Florence
- T'Nia Miller (VF : Laëtitia Lefebvre) : Maxine Tarrington
- Armin Karima (en) (VF : Clément Moreau) : Malek

### Invités
- Thomas Atkinson : Nick, le petit-ami d'Anwar (saison 2, épisode 6)
- Stephen Fry (VF : Richard Leroussel) : lui-même, l'animateur du quiz (saison 2, épisode 8)
- Conor Donovan : Quentin (2 épisodes)

## Production

### Développement
Le 1er février 2019, Netflix a renouvelé la série pour cette deuxième saison et a été mise en ligne le 17 janvier 2020.

### Attribution des rôles
Début janvier 2020, Sami Outalbali, avec un rôle principal (Rahim), Chinenye Ezeudu (Viv) et Georges Robinson (Isaac), avec un rôle récurrent, sont annoncés dans la deuxième saison.

### Tournage
Le tournage de cette deuxième saison a débuté le 1er mai 2019.

## Liste des épisodes
1. Épisode 1
2. Épisode 2
3. Épisode 3
4. Épisode 4
5. Épisode 5
6. Épisode 6
7. Épisode 7
8. Épisode 8

### Épisode 1:Épisode 1
- : 17 janvier 2020 sur Netflix

### Épisode 2:Épisode 2
- : 17 janvier 2020 sur Netflix

### Épisode 3:Épisode 3
- : 17 janvier 2020 sur Netflix

### Épisode 4:Épisode 4
- : 17 janvier 2020 sur Netflix

### Épisode 5:Épisode 5
- : 17 janvier 2020 sur Netflix

### Épisode 6:Épisode 6
- : 17 janvier 2020 sur Netflix

### Épisode 7:Épisode 7
- : 17 janvier 2020 sur Netflix

### Épisode 8:Épisode 8
- : 17 janvier 2020 sur Netflix